# 王协 (清朝)
王协，湖广蕲州（湖北蕲州）人，清朝政治人物。岁贡出身。
王协于1667年接替郑国翰任华亭县知县一职，1671年由董士哲接任。